# Энтолома Муррея
Энтолома Муррея (лат. Entoloma murrayi) — вид грибов семейства энтоломовые (Entolomataceae).
Синонимы:
- Agaricus murrayi Berk. & M.A. Curtis 1859basionym
- Inocephalus murrayi (Berk. & M.A. Curtis) Rutter & Watling 1997
- Nolanea murrayi (Berk. & M.A. Curtis) Dennis 1970
- Rhodophyllus murrayi (Berk. & M.A. Curtis) Singer 1942

## Биологическое описание
- Шляпка 1—3 см в диаметре, в молодом возрасте конической или колокольчатой формы, затем становится выпуклой, с узким, у большинства плодовых тел хорошо выраженным бугорком в центре, с гладкой, влажной поверхностью, окрашенной в желтоватые или жёлто-оранжевые тона.
- Мякоть желтоватого цвета, с приятным запахом и вкусом или же без них.
- Гименофор пластинчатый, пластинки узко приросшие к ножке, довольно редкие, жёлтого цвета, с возрастом розовеющие.
- Ножка 5—10 см длиной и 0,2—0,5 см толщиной, сухая, жёлтого цвета, в основании нередко с белым мицелием. Кольцо отсутствует.
- Споровый порошок розового цвета. Споры 9—12×8—10 мкм, как и у всех видов рода угловатые, почти квадратные, гиалиновые, неамилоидные.
- Токсические свойства гриба не изучены.

## Ареал и экология
Произрастает на земле во влажных лесах, на болотах, одиночно или небольшими группами. Широко распространена в Северной Америке.